# Enterolobium cyclocarpum
Enterolobium cyclocarpum és una espècie del gènere Enterolobium i de la família Fabaceae, és una de les dues espècies conegudes com a "orella d'elefant", és un molt alt arbre. El tronc pot aconseguir 16 dm d'ample, i hi ha exemplars de 4 m de diàmetre. Aconsegueix altures de 16 a 28 m amb una gran expansió del ramatge. Les fulles recorden al tamarinde. De vegades s'usa com arbre d'ornat. És l'arbre nacional de Costa Rica.